# Fossi un tango
Fossi un tango è il trentunesimo album in studio della cantante italiana Iva Zanicchi, pubblicato nel 2003 dalla Sugar.

## Il disco
Nel 2003, dopo diversi anni di assenza dal marcato discografico italiano, Iva decide di ritornare in gara al Festival di Sanremo. Per questo intraprende una collaborazione con la Sugar di Caterina Caselli per registrare un nuovo album, a dodici anni di distanza dall'ultimo pubblicato nel 1991.
Nasce così Fossi un tango, una sorta di concept-album dedicato a quel genere musicale, che è anche un ballo, conosciuto universalmente con il nome di tango. Il suo intento è quello di ritornare a certe musiche e a certi ritmi latini per i quali si sente estremamente portata, ma con sonorità e arrangiamenti di grande attualità.
Interamente prodotto da Mario Lavezzi, l'album contiene 4 inediti: Fossi un tango (il brano presentato al Festival di Sanremo di quell'anno), Forse era passione e Musica argentina, frutto della collaborazione con la musicista Loriana Lana, autrice dei tre brani, e Messaggera d'amore, brano scritto e arrangiato dagli Avion Travel.
Tutti gli altri brani sono una reinterpretazione di celebri tanghi o boleri, come Libertango di Astor Piazzolla, Caminito di Gabino Coria Peñaloza e Besame mucho di Consuelo Velázquez. A questi si aggiunge Kriminal tango, brano portato al successo da Fred Buscaglione, cantato in duetto con Teo Teocoli.

## Tracce
1. Fossi un tango – 3:54 (testo: Lana – musica: Donati)
2. Tres palabras – 3:02 (Farrés)
3. Musica argentina – 3:42 (testo: Lana – musica: Bacalov)
4. Caminito – 3:07 (testo: Peñaloza – musica: Filiberto)
5. Uno – 3:25 (testo: Discépolo – musica: Mores)
6. Libertango – 2:36 (Piazzolla)
7. Forse era passione – 4:13 (testo: Lana – musica: Marinelli, Donati)
8. Historia de un amor – 3:41 (Almaran)
9. Messaggera d'amore – 3:24 (testo: Servillo – musica: Mesolella, Ciaramella, Spinetti, D'Argenzio, Tronco)
10. Nature boy – 4:06 (Ahbez)
11. Besame mucho – 4:27 (Velázquez)
12. Sabor a mi – 3:58 (Carrillo)
13. Kriminal Tango – 3:21 (testo: Locatelli – musica: Trombetta) – con la partecipazione di Teo Teocoli
14. Libertango (ripresa) – 2:39 (Piazzolla)

Durata totale: 49:35

## Formazione
- Iva Zanicchi – voce
- Carlo Gargioni – tastiera, pianoforte
- Roberto Baldi – tastiera, programmazione
- Sante Palumbo – pianoforte
- Giorgio Cocilovo – chitarra
- Fausto Mesolella – chitarra (traccia 9)
- Marco Guarnerio – chitarra (traccia 7)
- Orchestra Sinfonietta – orchestra
- Gianfranco Lombardi – arrangiamenti. direzione orchestra, supervisione musicale (tracce 1, 12)
- Richard Galliano – fisarmonica (tracce 1-2, 6, 9)
- Gianni Coscia – bandoneon (tracce 3-5, 7-8, 10-13)